# Герб Гордеевского района
Герб Горде́евского района является официальным символом муниципального образования Гордеевский район Брянской области Российской Федерации.
Герб района утверждён решением Гордеевского районного Совета народных депутатов № 125 от 10 августа 2007 года.
Герб внесён в Государственный геральдический регистр Российской Федерации под регистрационным номером 3604.

## Описание герба
«В зелёном поле с серебряной оконечностью поверх всего золотой дуб с корнями, переменяющими цвет на червлень (красный) в оконечности, и сопровождаемый в верхних углах золотыми пчёлами с серебряными крыльями».
Герб может воспроизводиться в двух равнодопустимых версиях: без короны и со статусной территориальной короной.
Версия герба со статусной территориальной короной применяется после утверждения Государственным геральдическим Советом при Президенте Российской Федерации соответствующего законодательного закрепления порядка включения в гербы муниципальных образований изображения статусных территориальных корон.

## Обоснование символики герба
История Гордеевской земли началась с XIV столетия; более трёхсот лет существует центр района — село Гордеевка. Все это время, несмотря на приграничное положение, сложности экономическиой и политической ситуации Гордеевский край всё время рос и развивался. В наше время район один из развитых в Брянской области, благодаря труду местных жителей, внесших огромный вклад в обустройство своей малой Родины.
Символика фигур герба многозначна. Все фигуры герба символизируют лучшие черты местных жителей.
Пчела — символ трудолюбия, порядка, бережливости и усердия.
Дуб — символ крепости, долголетия, гражданского мужества и воинской доблести показывает, что гордеевсцы хранят и продолжают славные традиции, заложенные многими поколениями предков. Также дуб перекликается с гербом Стародуба (Стародубского полка), в земли которого входила территория современного района в XVII столетии.
Золото — символ богатства, стабильности и урожая аллегорически указывает на сельское хозяйство — основу экономически района.
Серебряная оконечность как «фундамент» герба символизирует исторические корни, аллегорически показывая сооружённые в начале XVIII века буды — места добычи поташа, который шёл на изготовление стекла, мыла и пороха.
Серебром в гербе показаны реки Пакона и Ипуть протекающие по территории района.
Серебро — символ чистоты, совершенства, мира и взаимопонимания.
Зелёный цвет — символ земли, травы.
Герб разработан Союзом геральдистов России.
Авторская группа: идея герба — Константин Мочёнов (Химки); художник и компьютерный дизайн — Оксана Афанасьева (Москва); обоснование символики — Кирилл Переходенко (Конаково).